# Yr Eifl
Yr Eifl és una muntanya de 564 metres a la península de Llŷn, al comtat de Gwynedd (nord-oest de Gal·les). Té tres cims, cadascun separat dels altres dos, d'aquí el nom gal·lès Yr Eifl, "les [dues] forques" (del gal·lès gafl, plural geifl: enforcadura d'arbre, entrecuix  Arxivat 2007-06-29 a Wayback Machine.).
En un dia clar, des del cim es pot veure l'illa de Man, les muntanyes Wicklow a Irlanda i el Lake District del nord d'Anglaterra, així com l'entera badia de Ceredigion (Bae Ceredigion en gal·lès).

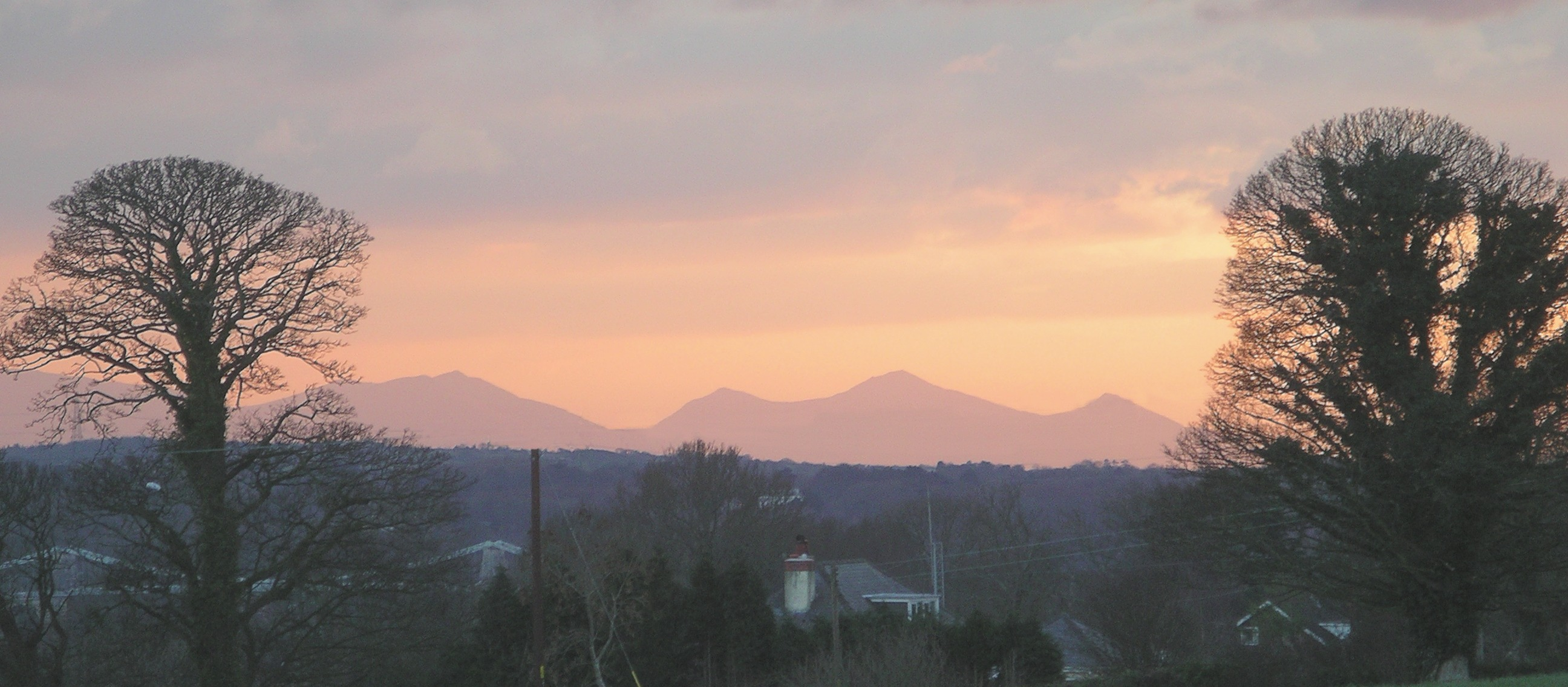
Yr Eifl al vespre

## Els tres cims
- Tre'r Ceiri (485 m)
- Garn Ganol (564 m)
- Garn For (444 m).

La punta central, Garn Ganol, és la més alta i té una fita geodèsica.
Garn For, la punta més septentrional, és també la més baixa. En el cim s'hi ha bastit un repetidor de ràdio. En la seva falda hi ha pedreres de granit (usades en l'actualitat per fer pedres de curling), i un penyasegat per la banda del Mar d'Irlanda.
El tercer cim, el Tre'r Ceiri, és a l'extrem sud-est i conserva les ruïnes d'un fort de l'edat de ferro. El tancat fa uns 300 m. per 100, i s'hi veuen els fonaments d'unes 150 cabanes. La fortificació que s'hi han trobat estan datades entre els anys 150 i 400, i mostren que el fort hauria estat ocupat en els darrers temps del període romà i possiblement abans. La seva espectacular situació i dimensions van cridar l'atenció del naturalista gal·lès Thomas Pennant, que en va propagar l'existència en el seu llibre Tour in Wales (1778); amb el pas dels anys ha esdevingut un focus d'atracció turística.

## Vies d'accés
Els camins per pujar al turó surten de Llithfaen, Llanaelhaearn i Trefor. A l'oest d'Yr Eifl, una petita vall en direcció al mar, la Nant Gwrtheyrn, hostatja el centre de cultura i aprenentatge del gal·lès del mateix nom .